# Sampok
Sampok is een bestuurslaag in het regentschap Pati van de provincie Midden-Java, Indonesië. Sampok telt 953 inwoners (volkstelling 2010).